# Steinbach (Bühler, Adelmannsfelden)
Der Steinbach ist ein über 2 km langer Wiesen- und Waldbach auf den Gemeindegebieten von Abtsgmünd und Adelmannsfelden im Ostalbkreis im nordöstlichen Baden-Württemberg, der gegenüber dem Adelmannsfeldener Weiler Adelmannsfelden-Bühler von links und Südwesten in die obere Bühler mündet.
Beim Vellberger Weiler Eschenau mündet ein weiterer Steinbach von links in die mittlere Bühler.

## Geographie

### Verlauf
Der Steinbach beginnt seinen dauerhaften Lauf etwa 200 Meter nördlich vom Ortsrand des Abtsgmünder Weilers Hinterbüchelberg in einer Wiesenmulde neben dem Wertfeld in einem dort einsetzenden Graben auf etwa 467 m ü. NHN; weiter bergwärts setzt ein zuletzt auf etwa 50 Metern unterbrochener, zuvor etwa 200 Meter langer Graben in natürlicher Mulde etwa 10 Meter höher schon am westlichen Ortsausgang Hinterbüchelbergs in Richtung Hohenberg ein. Der Bach fließt von Anfang bis Ende recht beständig nach Nordosten.
Nach etwa einem halben Kilometer durch seine Wiesenmulde, zuletzt im Gewann Edel, betritt er den Wald westlich des Uhlenbergs (485,1 m ü. NHN) und nimmt darin gleich auf etwa 450 m ü. NHN einen etwa 0,5 km langen, namenlosen Zufluss von Westen auf. Nachdem er weiter abwärts von einem Waldweg gequert wurde, ab dem er Grenzbach zwischen den Gemeinden Abtsgmünd rechts und Adelmannsfelden links ist, fließt auf nunmehr mäanderreicher Strecke wiederum von links und Westen ein kürzerer und unbeständig wasserführender Waldbach auf etwa 450 m ü. NHN zu. Dem längeren Waldrücken Wolfsberg zur Linken entlang erreicht der Steinbach, nachdem er noch ganz auf Adelmannsfeldener Gemarkung gewechselt ist, den Waldrand zur Wiesenflur links am Ufer. Der Steinbach mündet etwa 0,3 km weiter abwärts auf 417,3 m ü. NHN neben einer Feldwegbrücke etwa 200 Meter vom Ortsrand des Adelmannfeldener Weilers Bühler am Gegenhang des Flusses entfernt von links und Südwesten in die obere Bühler.
Der Steinbach ist in beständigem Lauf 2,3 km lang und mündet nach dieser in einem mittleren Sohlgefälle von etwa 22 ‰ durchlaufenen Strecke etwa 50 Höhenmeter unterhalb seiner Quelle.

### Einzugsgebiet
Der Steinbach entwässert  etwa 1,4 km² des zum Naturraum Schwäbisch-Fränkische Waldberge zählenden Unterraums Sulzbacher Wald etwa nordostwärts zur oberen Bühler. Sein Einzugsgebiet erstreckt sich mit der Kontur einer schmalen Spindel fast 3 km weit von seinem höchsten Punkt auf etwa 554 m ü. NHN an der Südwestspitze dicht am höchsten Punkt des Büchelberger Grates auf dem Höfenberg bis zur Mündung an der anderen Spitze. Der südöstlichen rechten Wasserscheide folgend, grenzt lange Einzugsgebiet des Neumühlebachs an, eines linken Bühlerzuflusses weiter oben. Hinter der linken sammelt erst der etwa in Gegenrichtung zum Kocher ziehende Rötenbach den Abfluss, später ein namenloser, nun wieder zur Bühler weiter abwärts vom Weiler Bühler beim Hof Hirschberg laufender Waldbach.
Das Einzugsgebiet reicht auf dem Büchelberger Grat bis hoch zum Schwarzjura, von dem das Gelände in steiler Schichtstufe abfällt bis in den Mittelkeuper, in dem erst fast 90 Höhenmeter unter dem höchsten Punkt der Steinbach entsteht, der im Mittelkeuper auch mündet.
Etwas mehr als die Hälfte des Einzugsgebietes ist von Wald bedeckt. Das nordöstliche Einzugsgebiet ist fast geschlossen von einem Waldgebiet bestanden, daneben gibt es am Abfall des Büchelberger Grates einen Hangwald. Der Fluranteil umfasst überwiegend Wiesen, doch steht die Unterkeuperstufe auf dem Büchelberger Grat unterm Pflug und auch auf dem Randhügel Wertfeld bei Hinterbüchelberg liegen Äcker.
Bis auf das Einzelhaus Spiegelrain am Hang unter dem Höfenberg an der linken und wenige Gebäude Hinterbüchelbergs diesseits der rechten Wasserscheide ist das Gebiet völlig unbesiedelt. Etwa zwei Drittel davon am Ober- und rechts am Mittellauf gehören zur Pommertsweiler Teilgemarkung von Abtsgmünd, das restliche Drittel zu Adelmannsfelden.

## Schutzgebiete
Oberhalb des Bachursprungs liegt der größte Teil des Einzugsgebietes im Landschaftsschutzgebiet Büchelberger Grat und Umgebung, mündungsnah ein kleiner Teil im Landschaftsschutzgebiet Oberes Bühlertal und Umgebung. Das gesamte Einzugsgebiet liegt im Naturpark Schwäbisch-Fränkischer Wald.

### LUBW
Amtliche Online-Gewässerkarte mit passendem Ausschnitt und den hier benutzten Layern: Karte von Lauf und Einzugsgebiet des Steinbachs

Allgemeiner Einstieg ohne Voreinstellungen und Layer: Daten- und Kartendienst der Landesanstalt für Umwelt Baden-Württemberg (LUBW) (Hinweise)
1. 1 2 3 4  Höhe nach dem Höhenlinienbild auf dem Hintergrundlayer Topographische Karte.
2. 1 2  Höhe nach grauer Beschriftung auf dem Hintergrundlayer Topographische Karte.
3. 1 2  Länge nach dem Layer Gewässernetz (AWGN).
4. ↑  Einzugsgebiet nach dem Layer Basiseinzugsgebiet (AWGN).
5. ↑  Höhe nach schwarzer Beschriftung auf dem Hintergrundlayer Topographische Karte.
6. ↑  Schutzgebiete nach den einschlägigen Layern, Natur teilweise nach dem Layer Biotop.

### Andere Belege
1. ↑  Hansjörg Dongus: Geographische Landesaufnahme: Die naturräumlichen Einheiten auf Blatt 171 Göppingen. Bundesanstalt für Landeskunde, Bad Godesberg 1961. → Online-Karte (PDF; 4,3 MB)
2. ↑  Geologie nach: Mapserver des Landesamtes für Geologie, Rohstoffe und Bergbau (LGRB) (Hinweise)